# Chair
Pour le footballeur international marocain, voir Ilias Chair. Pour la compagnie aérienne, voir Chair Airlines.

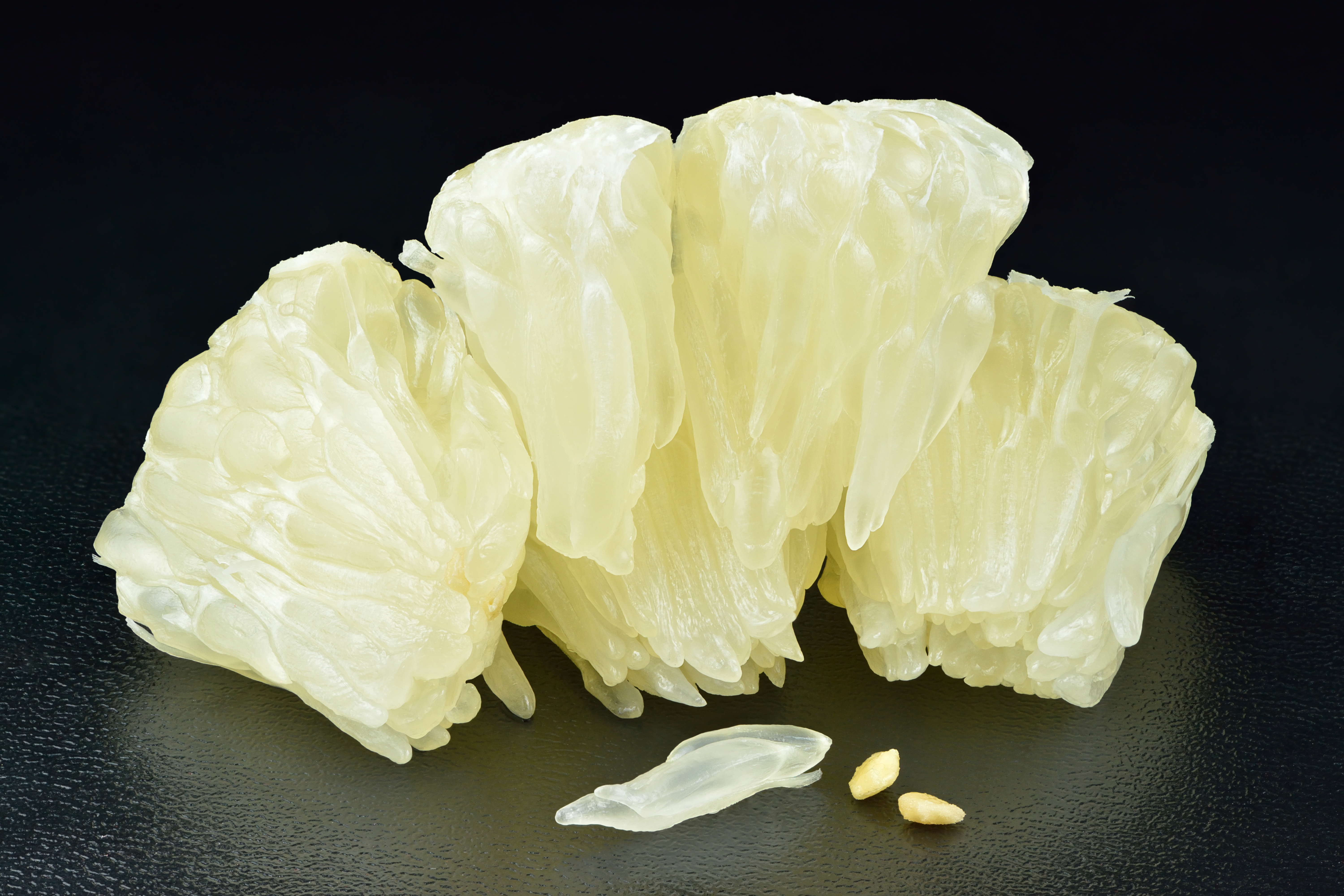
Chair de pomelo.

La chair désigne toutes les parties molles du corps d'un être vivant et recouverte par la peau. Chez les animaux, il s'agit notamment de la partie musculaire et du tissu conjonctif, par exemple la viande ou le poisson. Chez les végétaux, il s'agit de la partie charnue et parfois comestible, comme la pulpe (de) des fruits ou des légumes.

## En théologie et philosophie
Dans la religion chrétienne, la chair désigne plus spécifiquement le corps de l'homme et par extension la part instinctive et animale de l'homme, notamment sa sexualité _ "amour charnel" _assimilée à de la luxure et qui doit être régulée. L'incarnation est l'idée que Dieu, incorporel, a "pris chair" (Prologue de Jean, 1, 14) à travers la figure de Jésus.
En philosophie, la notion de chair pour désigner le corps humain a été reprise par Merleau-Ponty dans la Chair du monde ou encore par Foucault dans Les Aveux de la chair.